# Liste de jeux Neo-Geo
La liste de jeux Neo-Geo répertorie les jeux sortis sur le système d'arcade Neo-Geo MVS,, (ainsi que les versions SNKG), Neo-Geo AES et Neo-Geo CD, les jeux hors-série ou homebrew, les prototypes ou des jeux non-publiés officiellement,,, les jeux annoncés, annulés ou en rumeurs de développement, ainsi que la liste des jeux Neo-Geo téléchargeables sur les différentes plates-formes virtuelles de téléchargements de la Wii, de la PlayStation 3 et de la Xbox 360, respectivement appelées Console virtuelle, PlayStation Network, Xbox Live Arcade ; les jeux sont bien sûr émulés et jouables sur chaque console de jeu vidéo,,. Cet article présente également la liste de jeux Neo-Geo disponibles sur le NESiCAxLive et jouables sur Taito Type X.

## Liste des jeux officiels
| N°  | Titre                                                   | Développeur            | Éditeur      | NGM NGH | Genre                       | MVS Japon - USA | MVS Japon - USA  | MVS Japon - USA        | AES Japon - USA | AES Japon - USA  | AES Japon - USA        | AES Rom Taille | CD Japon - USA | CD Japon - USA   | CD Japon - USA         |
| --- | ------------------------------------------------------- | ---------------------- | ------------ | ------- | --------------------------- | --------------- | ---------------- | ---------------------- | --------------- | ---------------- | ---------------------- | -------------- | -------------- | ---------------- | ---------------------- |
| 1   | 2020 Super Baseball                                     | Pallas                 | SNK          | 030     | Sport : baseball            | 20.09.1991      | Drapeau du Japon | Drapeau des États-Unis | 25.10.1991      | Drapeau du Japon | Drapeau des États-Unis |                | 25.02.1995     | Drapeau du Japon | Drapeau des États-Unis |
| 2   | 3 Count Bout                                            | SNK                    | SNK          | 043     | Sport : Catch               | 25.03.1993      | Drapeau du Japon | Drapeau des États-Unis | 23.04.1993      | Drapeau du Japon | Drapeau des États-Unis |                | 21.04.1995     | Drapeau du Japon | Drapeau des États-Unis |
| 3   | ADK World                                               | ADK                    | SNK          | 091     | Mini-jeux                   | -               | -                | -                      | -               | -                | -                      |                | 10.11.1995     | Drapeau du Japon | -                      |
| 4   | Aero Fighters 2                                         | Video System           | SNK          | 075     | Shoot them up               | 18.07.1994      | Drapeau du Japon | Drapeau des États-Unis | 26.08.1994      | Drapeau du Japon | Drapeau des États-Unis |                | 29.09.1994     | Drapeau du Japon | Drapeau des États-Unis |
| 5   | Aero Fighters 3                                         | Video System           | SNK          | 097     | Shoot them up               | 12.10.1995      | Drapeau du Japon | Drapeau des États-Unis | 17.11.1995      | Drapeau du Japon | Drapeau des États-Unis |                | 08.12.1995     | Drapeau du Japon | Drapeau des États-Unis |
| 6   | Aggressors of Dark Kombat                               | ADK                    | SNK          | 074     | Combat                      | 26.07.1994      | Drapeau du Japon | Drapeau des États-Unis | 26.08.1994      | Drapeau du Japon | Drapeau des États-Unis |                | 13.01.1995     | Drapeau du Japon | Drapeau des États-Unis |
| 7   | Alpha Mission II - ↂ                                    | SNK                    | SNK          | 007     | Shoot them up               | 25.03.1991      | Drapeau du Japon | Drapeau des États-Unis | 01.07.1991      | Drapeau du Japon | Drapeau des États-Unis |                | 09.09.1994     | Drapeau du Japon | Drapeau des États-Unis |
| 8   | Andro Dunos - ↂ                                         | Visco                  | SNK          | 049     | Shoot them up               | 15.06.1992      | Drapeau du Japon | Drapeau des États-Unis | 17.07.1992      | Drapeau du Japon | Drapeau des États-Unis |                | -              | -                | -                      |
| 9   | Art of Fighting - ↂ                                     | SNK                    | SNK          | 044     | Combat                      | 24.09.1992      | Drapeau du Japon | Drapeau des États-Unis | 11.12.1992      | Drapeau du Japon | Drapeau des États-Unis |                | 09.09.1994     | Drapeau du Japon | Drapeau des États-Unis |
| 10  | Art of Fighting 2                                       | SNK                    | SNK          | 056     | Combat                      | 03.02.1994      | Drapeau du Japon | Drapeau des États-Unis | 11.03.1994      | Drapeau du Japon | Drapeau des États-Unis |                | 09.09.1994     | Drapeau du Japon | Drapeau des États-Unis |
| 11  | Art of Fighting 3: The Path of the Warrior              | SNK                    | SNK          | 096     | Combat                      | 12.03.1996      | Drapeau du Japon | Drapeau des États-Unis | 26.04.1996      | Drapeau du Japon | Drapeau des États-Unis |                | 14.09.1996     | Drapeau du Japon | Drapeau des États-Unis |
| 12  | Bakatonosama Mahjong Manyuki                            | Monolith               | SNK          | 036     | Mah-jong                    | 11.1991         | Drapeau du Japon | -                      | 20.12.1991      | Drapeau du Japon | -                      |                | -              | -                | -                      |
| 13  | Bang Bead                                               | Visco                  | SNK          | 259     | Sport : tennis de table     | 2000            | -                | Drapeau des États-Unis | -               | -                | -                      |                | -              | -                | -                      |
| 14  | Baseball Stars 2 - ↂ                                    | SNK                    | SNK          | 041     | Sport : baseball            | 15.04.1992      | Drapeau du Japon | Drapeau des États-Unis | 28.04.1992      | Drapeau du Japon | Drapeau des États-Unis |                | 09.09.1994     | Drapeau du Japon | Drapeau des États-Unis |
| 15  | Baseball Stars Professional                             | SNK                    | SNK          | 002     | Sport : baseball            | 26.04.1990      | Drapeau du Japon | Drapeau des États-Unis | 01.07.1991      | Drapeau du Japon | Drapeau des États-Unis |                | 21.04.1995     | Drapeau du Japon | Drapeau des États-Unis |
| 16  | Battle Flip Shot                                        | Visco                  | SNK          | 247     | Sport : tennis de table     | 08.12.1998      | Drapeau du Japon | Drapeau des États-Unis | -               | -                | -                      |                | -              | -                | -                      |
| 17  | Blazing Star                                            | Yumekobo               | SNK          | 239     | Shoot them up               | 19.01.1998      | Drapeau du Japon | Drapeau des États-Unis | 26.02.1998      | Drapeau du Japon | -                      |                | -              | -                | -                      |
| 18  | Blue's Journey                                          | ADK                    | SNK          | 022     | Plates-formes               | 14.03.1991      | Drapeau du Japon | Drapeau des États-Unis | 01.07.1991      | Drapeau du Japon | Drapeau des États-Unis |                | 31.10.1994     | Drapeau du Japon | Drapeau des États-Unis |
| 19  | Breaker's                                               | Visco                  | SNK          | 230     | Combat                      | 17.12.1996      | Drapeau du Japon | Drapeau des États-Unis | 21.03.1997      | Drapeau du Japon | -                      |                | 25.04.1997     | Drapeau du Japon | -                      |
| 20  | Breaker's Revenge                                       | Visco                  | SNK          | 245     | Combat                      | 03.07.1998      | Drapeau du Japon | Drapeau des États-Unis | -               | -                | -                      |                | -              | -                | -                      |
| 21  | Burning Fight - ↂ                                       | SNK                    | SNK          | 018     | Beat them all               | 20.05.1991      | Drapeau du Japon | Drapeau des États-Unis | 09.08.1991      | Drapeau du Japon | Drapeau des États-Unis |                | 09.09.1994     | Drapeau du Japon | Drapeau des États-Unis |
| 22  | Captain Tomaday                                         | Visco                  | SNK          | 249     | Shoot them up               | 27.05.1999      | Drapeau du Japon | Drapeau des États-Unis | -               | -                | -                      |                | -              | -                | -                      |
| 23  | Chibi Maruko-chan Deluxe Quiz                           | Takara                 | SNK          | 206     | Réflexion : quiz            | 27.11.1995      | Drapeau du Japon | -                      | 26.01.1996      | Drapeau du Japon | -                      |                | -              | -                | -                      |
| 24  | Crossed Swords - ↂ                                      | ADK                    | SNK          | 037     | Hack'n'slash                | 25.07.1991      | Drapeau du Japon | Drapeau des États-Unis | 01.10.1991      | Drapeau du Japon | Drapeau des États-Unis |                | 31.10.1994     | Drapeau du Japon | Drapeau des États-Unis |
| 25  | Crossed Swords II                                       | ADK                    | SNK          | 054     | Hack'n'slash                | -               | -                | -                      | -               | -                | -                      |                | 02.05.1995     | Drapeau du Japon | -                      |
| 26  | Cyber-Lip - ↂ                                           | SNK                    | SNK          | 010     | Run and gun                 | 07.11.1990      | Drapeau du Japon | Drapeau des États-Unis | 01.07.1991      | Drapeau du Japon | Drapeau des États-Unis |                | 21.04.1995     | Drapeau du Japon | Drapeau des États-Unis |
| 27  | Double Dragon                                           | Technos Japan          | SNK          | 082     | Combat                      | 03.03.1995      | Drapeau du Japon | Drapeau des États-Unis | 31.03.1995      | Drapeau du Japon | Drapeau des États-Unis |                | 06.06.1995     | Drapeau du Japon | Drapeau des États-Unis |
| 28  | Eightman                                                | Pallas                 | SNK          | 025     | Beat them all               | 10.1991         | Drapeau du Japon | Drapeau des États-Unis | 20.11.1991      | Drapeau du Japon | Drapeau des États-Unis |                | -              | -                | -                      |
| 29  | Far East of Eden: Kabuki Klash                          | Hudson Soft            | SNK          | 092     | Combat                      | 20.06.1995      | Drapeau du Japon | Drapeau des États-Unis | 28.07.1995      | Drapeau du Japon | -                      |                | 24.11.1995     | Drapeau du Japon | -                      |
| 30  | Fatal Fury 2 - ↂ                                        | SNK                    | SNK          | 047     | Combat                      | 10.12.1992      | Drapeau du Japon | Drapeau des États-Unis | 05.03.1993      | Drapeau du Japon | Drapeau des États-Unis |                | 09.09.1994     | Drapeau du Japon | Drapeau des États-Unis |
| 31  | Fatal Fury 3: Road to the Final Victory                 | SNK                    | SNK          | 069     | Combat                      | 27.03.1995      | Drapeau du Japon | Drapeau des États-Unis | 21.04.1995      | Drapeau du Japon | Drapeau des États-Unis |                | 28.04.1995     | Drapeau du Japon | Drapeau des États-Unis |
| 32  | Fatal Fury Special                                      | SNK                    | SNK          | 058     | Combat                      | 16.09.1993      | Drapeau du Japon | Drapeau des États-Unis | 22.12.1993      | Drapeau du Japon | Drapeau des États-Unis |                | 09.09.1994     | Drapeau du Japon | Drapeau des États-Unis |
| 33  | Fatal Fury: King of Fighters - ↂ                        | SNK                    | SNK          | 033     | Combat                      | 25.11.1991      | Drapeau du Japon | Drapeau des États-Unis | 20.12.1991      | Drapeau du Japon | Drapeau des États-Unis |                | 09.09.1994     | Drapeau du Japon | Drapeau des États-Unis |
| 34  | Fight Fever                                             | Viccom                 | SNK          | 060     | Combat                      | 28.06.1994      | Drapeau du Japon | Drapeau des États-Unis | -               | -                | -                      |                | -              | -                | -                      |
| 35  | Football Frenzy - ↂ                                     | SNK                    | SNK          | 034     | Sport : football américain  | 31.01.1992      | Drapeau du Japon | Drapeau des États-Unis | 21.02.1992      | Drapeau du Japon | Drapeau des États-Unis |                | 09.09.1994     | Drapeau du Japon | Drapeau des États-Unis |
| 36  | Galaxy Fight: Universal Warriors                        | Sunsoft                | SNK          | 078     | Combat                      | 24.01.1995      | Drapeau du Japon | Drapeau des États-Unis | 25.02.1995      | Drapeau du Japon | Drapeau des États-Unis |                | 21.04.1995     | Drapeau du Japon | Drapeau des États-Unis |
| 37  | Ganryu                                                  | Visco                  | SNK          | 252     | Beat them all               | 1999            | -                | Drapeau des États-Unis | -               | -                | -                      |                | -              | -                | -                      |
| 38  | Garou: Mark of the Wolves                               | SNK                    | SNK          | 253     | Combat                      | 26.11.1999      | Drapeau du Japon | Drapeau des États-Unis | 25.02.2000      | Drapeau du Japon | Drapeau des États-Unis |                | -              | -                | -                      |
| 39  | Ghost Pilots - ↂ                                        | SNK                    | SNK          | 020     | Shoot them up               | 25.01.1991      | Drapeau du Japon | Drapeau des États-Unis | 01.07.1991      | Drapeau du Japon | Drapeau des États-Unis |                | 17.03.1995     | Drapeau du Japon | Drapeau des États-Unis |
| 40  | Goal! Goal! Goal!                                       | Visco                  | SNK          | 209     | Sport : football            | 1995            | -                | Drapeau des États-Unis | -               | -                | -                      |                | -              | -                | -                      |
| 41  | Gururin                                                 | Face                   | SNK          | 067     | Réflexion : puzzle          | 25.05.1994      | Drapeau du Japon | Drapeau des États-Unis | -               | -                | -                      |                | -              | -                | -                      |
| 42  | Idol Mahjong: Final Romance 2 - ⌦                       | Video System           | SNK          | 098     | Mah-jong                    | -               | -                | -                      | -               | -                | -                      |                | 25.08.1995     | Drapeau du Japon | -                      |
| 43  | Ironclad                                                | Saurus                 | SNK          | 120     | Shoot them up               | -               | -                | -                      | -               | -                | -                      |                | 25.10.1996     | Drapeau du Japon | -                      |
| 44  | Jyanshin Densetsu: Quest of Jongmaster                  | Aicom                  | SNK          | 048     | Mah-jong                    | 29.06.1994      | Drapeau du Japon | -                      | -               | -                | -                      |                | 31.03.1995     | Drapeau du Japon | -                      |
| 45  | Karnov's Revenge                                        | Data East              | SNK          | 066     | Combat                      | 17.03.1994      | Drapeau du Japon | Drapeau des États-Unis | 28.04.1994      | Drapeau du Japon | Drapeau des États-Unis |                | 22.12.1994     | Drapeau du Japon | Drapeau des États-Unis |
| 46  | King of the Monsters                                    | SNK                    | SNK          | 016     | Combat                      | 25.02.1991      | Drapeau du Japon | Drapeau des États-Unis | 01.07.1991      | Drapeau du Japon | Drapeau des États-Unis |                | -              | -                | -                      |
| 47  | King of the Monsters 2: The Next Thing - ↂ              | SNK                    | SNK          | 039     | Combat                      | 25.05.1992      | Drapeau du Japon | Drapeau des États-Unis | 19.06.1992      | Drapeau du Japon | Drapeau des États-Unis |                | 09.09.1994     | Drapeau du Japon | Drapeau des États-Unis |
| 48  | Kizuna Encounter: Super Tag Battle                      | SNK                    | SNK          | 216     | Combat                      | 20.09.1996      | Drapeau du Japon | Drapeau des États-Unis | 08.11.1996      | Drapeau du Japon | Drapeau des États-Unis |                | -              | -                | -                      |
| 49  | Last Resort - ↂ                                         | SNK                    | SNK          | 024     | Shoot them up               | 23.03.1992      | Drapeau du Japon | Drapeau des États-Unis | 24.04.1992      | Drapeau du Japon | Drapeau des États-Unis |                | 09.09.1994     | Drapeau du Japon | Drapeau des États-Unis |
| 50  | League Bowling - ⌫                                      | SNK                    | SNK          | 019     | Sport : bowling             | 10.12.1990      | Drapeau du Japon | Drapeau des États-Unis | 01.07.1991      | Drapeau du Japon | Drapeau des États-Unis |                | 09.09.1994     | Drapeau du Japon | Drapeau des États-Unis |
| 51  | Legend of Success Joe                                   | Wave                   | SNK          | 029     | Beat them all               | 07.1991         | Drapeau du Japon | -                      | 30.08.1991      | Drapeau du Japon | -                      |                | -              | -                | -                      |
| 52  | Magical Drop II                                         | Data East              | SNK          | 221     | Réflexion : puzzle          | 21.03.1996      | Drapeau du Japon | Drapeau des États-Unis | 19.04.1996      | Drapeau du Japon | -                      |                | 24.05.1996     | Drapeau du Japon | -                      |
| 53  | Magical Drop III                                        | Data East              | SNK          | 233     | Réflexion : puzzle          | 25.02.1997      | Drapeau du Japon | Drapeau des États-Unis | 25.04.1997      | Drapeau du Japon | -                      |                | -              | -                | -                      |
| 54  | Magician Lord                                           | ADK                    | SNK          | 005     | Plates-formes               | 26.04.1990      | Drapeau du Japon | Drapeau des États-Unis | 01.07.1991      | Drapeau du Japon | Drapeau des États-Unis |                | 31.10.1994     | Drapeau du Japon | Drapeau des États-Unis |
| 55  | Mahjong Kyōretsuden                                     | SNK                    | SNK          | 004     | Mah-jong                    | 26.04.1990      | Drapeau du Japon | -                      | 01.07.1991      | Drapeau du Japon | -                      |                | 09.09.1994     | Drapeau du Japon | -                      |
| 56  | Power Instinct : Matrimelee                             | Noise Factory / Atlus  | SNK          | 266     | Combat                      | 20.03.2003      | Drapeau du Japon | Drapeau des États-Unis | 29.05.2003      | Drapeau du Japon | Drapeau des États-Unis |                | -              | -                | -                      |
| 57  | Metal Slug 2                                            | SNK                    | SNK          | 241     | Run and gun                 | 23.02.1998      | Drapeau du Japon | Drapeau des États-Unis | 02.04.1998      | Drapeau du Japon | Drapeau des États-Unis |                | 25.06.1998     | Drapeau du Japon | Drapeau des États-Unis |
| 58  | Metal Slug 3                                            | SNK                    | SNK          | 256     | Run and gun                 | 23.03.2000      | Drapeau du Japon | Drapeau des États-Unis | 01.06.2000      | Drapeau du Japon | Drapeau des États-Unis |                | -              | -                | -                      |
| 59  | Metal Slug 4                                            | Mega                   | Playmore     | 263     | Run and gun                 | 27.03.2002      | Drapeau du Japon | Drapeau des États-Unis | 13.06.2002      | Drapeau du Japon | Drapeau des États-Unis |                | -              | -                | -                      |
| 60  | Metal Slug 5 - ⌧                                        | SNK Playmore           | SNK          | 268     | Run and gun                 | 14.11.2003      | Drapeau du Japon | Drapeau des États-Unis | 19.02.2004      | Drapeau du Japon | Drapeau des États-Unis |                | -              | -                | -                      |
| 61  | Metal Slug X                                            | SNK                    | SNK          | 250     | Run and gun                 | 19.03.1999      | Drapeau du Japon | Drapeau des États-Unis | 27.05.1999      | Drapeau du Japon | Drapeau des États-Unis |                | -              | -                | -                      |
| 62  | Metal Slug                                              | Nazca                  | SNK          | 201     | Run and gun                 | 19.04.1996      | Drapeau du Japon | Drapeau des États-Unis | 24.05.1996      | Drapeau du Japon | Drapeau des États-Unis |                | 05.07.1996     | Drapeau du Japon | Drapeau des États-Unis |
| 63  | Minnasanno Okagesamadesu! Daisugorokutaikai             | Monolith               | SNK          | 027     | Mah-jong                    | 25.07.1991      | Drapeau du Japon | -                      | 21.07.1991      | Drapeau du Japon | -                      |                | -              | -                | -                      |
| 64  | Money Puzzle Exchanger                                  | Face                   | SNK          | 231     | Réflexion : puzzle          | 15.01.1997      | Drapeau du Japon | -                      | -               | -                | -                      |                | -              | -                | -                      |
| 65  | Mutation Nation - ↂ                                     | SNK                    | SNK          | 014     | Beat them all               | 16.03.1992      | Drapeau du Japon | Drapeau des États-Unis | 17.04.1992      | Drapeau du Japon | Drapeau des États-Unis |                | 25.02.1995     | Drapeau du Japon | Drapeau des États-Unis |
| 66  | NAM-1975                                                | SNK                    | SNK          | 001     | Tir à la troisième personne | 26.04.1990      | Drapeau du Japon | Drapeau des États-Unis | 01.07.1991      | Drapeau du Japon | Drapeau des États-Unis |                | 09.09.1994     | Drapeau du Japon | Drapeau des États-Unis |
| 67  | Neo Bomberman - ⌦                                       | Hudson Soft            | SNK          | 093     | Action-labyrinthe           | 01.05.1997      | Drapeau du Japon | -                      | -               | -                | -                      |                | -              | -                | -                      |
| 68  | Neo Drift Out: New Technology                           | Visco                  | SNK          | 213     | Course                      | 28.03.1996      | Drapeau du Japon | Drapeau des États-Unis | -               | -                | -                      |                | 26.07.1996     | Drapeau du Japon | -                      |
| 69  | Neo Geo Cup '98: The Road to the Victory                | SNK                    | SNK          | 244     | Sport : football            | 28.05.1998      | Drapeau du Japon | Drapeau des États-Unis | 30.07.1998      | Drapeau du Japon | -                      |                | -              | -                | -                      |
| 70  | Neo Mr. Do!                                             | Visco                  | SNK          | 207     | Action-labyrinthe           | 26.06.1996      | Drapeau du Japon | Drapeau des États-Unis | -               | -                | -                      |                | -              | -                | -                      |
| 71  | Neo Turf Masters                                        | Nazca                  | SNK          | 200     | Sport : golf                | 29.01.1996      | Drapeau du Japon | Drapeau des États-Unis | 01.03.1996      | Drapeau du Japon | Drapeau des États-Unis |                | 03.05.1996     | Drapeau du Japon | Drapeau des États-Unis |
| 72  | Neo-Geo CD Special                                      | SNK                    | SNK          | 205     | Compilation                 | -               | -                | -                      | -               | -                | -                      |                | 12.12.1995     | Drapeau du Japon | -                      |
| 73  | Nightmare in the Dark                                   | Eleven / Gavaking      | SNK          | 260     | Plates-formes               | 27.01.2001      | Drapeau du Japon | Drapeau des États-Unis | -               | -                | -                      |                | -              | -                | -                      |
| 74  | Ninja Combat - ↂ                                        | ADK                    | SNK          | 009     | Plates-formes               | 24.07.1990      | Drapeau du Japon | Drapeau des États-Unis | 01.07.1991      | Drapeau du Japon | Drapeau des États-Unis |                | 31.10.1994     | Drapeau du Japon | Drapeau des États-Unis |
| 75  | Ninja Commando                                          | ADK                    | SNK          | 050     | Run and gun                 | 30.04.1992      | Drapeau du Japon | Drapeau des États-Unis | 29.05.1992      | Drapeau du Japon | Drapeau des États-Unis |                | 31.10.1994     | Drapeau du Japon | Drapeau des États-Unis |
| 76  | Ninja Master's: Haō Ninpō Chō                           | SNK / ADK              | SNK          | 217     | Combat                      | 27.05.1996      | Drapeau du Japon | Drapeau des États-Unis | 28.06.1996      | Drapeau du Japon | Drapeau des États-Unis |                | 27.09.1996     | Drapeau du Japon | -                      |
| 77  | Over Top                                                | ADK                    | SNK          | 212     | Course                      | 26.04.1996      | Drapeau du Japon | Drapeau des États-Unis | 07.06.1996      | Drapeau du Japon | -                      |                | 26.07.1996     | Drapeau du Japon | -                      |
| 78  | Panic Bomber: Bomberman                                 | Eighting / Hudson      | SNK          | 073     | Réflexion : puzzle          | 18.01.1995      | Drapeau du Japon | Drapeau des États-Unis | -               | -                | -                      |                | -              | -                | -                      |
| 79  | Pleasure Goal: 5on5 Mini Soccer                         | Saurus                 | SNK          | 219     | Sport : football            | 19.07.1996      | -                | Drapeau des États-Unis | -               | -                | -                      |                | 19.07.1996     | Drapeau du Japon | -                      |
| 80  | Pochi and Nyaa - ⌦                                      | Aiky                   | SNK          | 267     | Réflexion : puzzle          | 24.12.2003      | Drapeau du Japon | Drapeau des États-Unis | -               | -                | -                      |                | -              | -                | -                      |
| 81  | Pop'n Bounce - ⌦                                        | Video System           | SNK          | 237     | Réflexion : puzzle          | 1997            | -                | Drapeau des États-Unis | -               | -                | -                      |                | -              | -                | -                      |
| 82  | Power Spikes II                                         | Video System           | SNK          | 068     | Sport : Volleyball          | 19.10.1994      | Drapeau du Japon | Drapeau des États-Unis | -               | -                | -                      |                | 18.03.1995     | Drapeau du Japon | -                      |
| 83  | Prehistoric Isle 2                                      | Yumekobo               | SNK          | 255     | Shoot them up               | 27.09.1999      | Drapeau du Japon | Drapeau des États-Unis | -               | -                | -                      |                | -              | -                | -                      |
| 84  | Pulstar                                                 | Aicom                  | SNK          | 089     | Shoot them up               | 28.08.1995      | Drapeau du Japon | Drapeau des États-Unis | 29.09.1995      | Drapeau du Japon | -                      |                | 27.10.1995     | Drapeau du Japon | Drapeau des États-Unis |
| 85  | Puzzle Bobble                                           | Taito                  | SNK          | 083     | Réflexion : puzzle          | 21.12.1994      | Drapeau du Japon | Drapeau des États-Unis | -               | -                | -                      |                | 02.05.1995     | Drapeau du Japon | Drapeau des États-Unis |
| 86  | Puzzle Bobble 2 - ⌦                                     | Taito                  | SNK          | 248     | Réflexion : puzzle          | 1999            | -                | Drapeau des États-Unis | -               | -                | -                      |                | -              | -                | -                      |
| 87  | Puzzle De Pon!                                          | Visco                  | SNK          | 202     | Réflexion : puzzle          | 28.11.1995      | Drapeau du Japon | Drapeau des États-Unis | -               | -                | -                      |                | -              | -                | -                      |
| 88  | Puzzle De Pon! R                                        | Visco                  | SNK          | 235     | Réflexion : puzzle          | 1996            | -                | Drapeau des États-Unis | -               | -                | -                      |                | -              | -                | -                      |
| 89  | Puzzled                                                 | SNK                    | SNK          | 021     | Réflexion : puzzle          | 20.11.1990      | Drapeau du Japon | Drapeau des États-Unis | 01.07.1991      | Drapeau du Japon | Drapeau des États-Unis |                | 09.09.1994     | Drapeau du Japon | Drapeau des États-Unis |
| 90  | Quiz Daisousa Sen: The Last Count Down                  | SNK                    | SNK          | 023     | Réflexion : quiz            | 07.1991         | Drapeau du Japon | -                      | 30.08.1991      | Drapeau du Japon | -                      |                | -              | -                | -                      |
| 91  | Quiz King of Fighters                                   | Saurus                 | SNK          | 080     | Réflexion : quiz            | 01.02.1995      | Drapeau du Japon | -                      | 10.03.1995      | Drapeau du Japon | -                      |                | 04.07.1995     | Drapeau du Japon | -                      |
| 92  | Quiz Meitantei Neo and Geo: Quiz Daisousasen Part 2     | SNK                    | SNK          | 042     | Réflexion : quiz            | 03.1992         | Drapeau du Japon | -                      | 24.04.1991      | Drapeau du Japon | -                      |                | -              | -                | -                      |
| 93  | Rage of the Dragons                                     | Evoga                  | Playmore     | 264     | Combat                      | 06.06.2002      | Drapeau du Japon | Drapeau des États-Unis | 26.09.2002      | Drapeau du Japon | Drapeau des États-Unis |                | -              | -                | -                      |
| 94  | Ragnagard                                               | Saurus / System Vision | SNK          | 218     | Combat                      | 13.06.1996      | Drapeau du Japon | Drapeau des États-Unis | 26.07.1996      | Drapeau du Japon | -                      |                | 23.08.1996     | Drapeau du Japon | -                      |
| 95  | Real Bout Fatal Fury                                    | SNK                    | SNK          | 095     | Combat                      | 21.12.1995      | Drapeau du Japon | Drapeau des États-Unis | 26.01.1996      | Drapeau du Japon | Drapeau des États-Unis |                | 23.02.1996     | Drapeau du Japon | Drapeau des États-Unis |
| 96  | Real Bout Fatal Fury 2: The Newcomers                   | SNK                    | SNK          | 240     | Combat                      | 20.03.1998      | Drapeau du Japon | Drapeau des États-Unis | 29.04.1998      | Drapeau du Japon | Drapeau des États-Unis |                | 23.07.1998     | Drapeau du Japon | Drapeau des États-Unis |
| 97  | Real Bout Fatal Fury Special                            | SNK                    | SNK          | 223     | Combat                      | 28.01.1997      | Drapeau du Japon | Drapeau des États-Unis | 28.02.1997      | Drapeau du Japon | Drapeau des États-Unis |                | 03.03.1997     | Drapeau du Japon | Drapeau des États-Unis |
| 98  | Riding Hero - ⌫ - ↂ                                     | SNK                    | SNK          | 006     | Course : moto               | 24.07.1990      | Drapeau du Japon | Drapeau des États-Unis | 01.07.1991      | Drapeau du Japon | Drapeau des États-Unis |                | 26.05.1995     | Drapeau du Japon | Drapeau des États-Unis |
| 99  | Robo Army                                               | SNK                    | SNK          | 032     | Beat them all               | 30.10.1991      | Drapeau du Japon | Drapeau des États-Unis | 20.12.1991      | Drapeau du Japon | Drapeau des États-Unis |                | 21.04.1995     | Drapeau du Japon | Drapeau des États-Unis |
| 100 | Samurai Shodown                                         | SNK                    | SNK          | 045     | Combat                      | 07.07.1993      | Drapeau du Japon | Drapeau des États-Unis | 11.08.1993      | Drapeau du Japon | Drapeau des États-Unis |                | 09.09.1994     | Drapeau du Japon | Drapeau des États-Unis |
| 101 | Samurai Shodown II                                      | SNK                    | SNK          | 063     | Combat                      | 28.10.1994      | Drapeau du Japon | Drapeau des États-Unis | 02.12.1994      | Drapeau du Japon | Drapeau des États-Unis |                | 15.12.1994     | Drapeau du Japon | Drapeau des États-Unis |
| 102 | Samurai Shodown III: Blades of Blood                    | SNK                    | SNK          | 087     | Combat                      | 15.11.1995      | Drapeau du Japon | Drapeau des États-Unis | 01.12.1995      | Drapeau du Japon | Drapeau des États-Unis |                | 29.12.1995     | Drapeau du Japon | Drapeau des États-Unis |
| 103 | Samurai Shodown IV: Amakusa's Revenge                   | SNK                    | SNK          | 222     | Combat                      | 25.10.1996      | Drapeau du Japon | Drapeau des États-Unis | 29.11.1996      | Drapeau du Japon | Drapeau des États-Unis |                | 27.12.1996     | Drapeau du Japon | Drapeau des États-Unis |
| 104 | Samurai Shodown RPG                                     | SNK                    | SNK          | 085     | Rôle                        | -               | -                | -                      | -               | -                | -                      |                | 27.06.1997     | Drapeau du Japon | -                      |
| 105 | Samurai Shodown V                                       | Yuki Enterprise        | SNK Playmore | 270     | Combat                      | 10.10.2003      | Drapeau du Japon | Drapeau des États-Unis | 11.12.2003      | Drapeau du Japon | Drapeau des États-Unis |                | -              | -                | -                      |
| 106 | Samurai Shodown V Special                               | Yuki Enterprise        | SNK Playmore | 272     | Combat                      | 22.04.2004      | Drapeau du Japon | -                      | 15.07.2004      | Drapeau du Japon | Drapeau des États-Unis |                | -              | -                | -                      |
| 107 | Savage Reign                                            | SNK                    | SNK          | 059     | Combat                      | 25.04.1995      | Drapeau du Japon | Drapeau des États-Unis | 26.05.1995      | Drapeau du Japon | Drapeau des États-Unis |                | 16.06.1995     | Drapeau du Japon | Drapeau des États-Unis |
| 108 | Sengoku - ↂ                                             | SNK                    | SNK          | 017     | Beat them all               | 12.02.1991      | Drapeau du Japon | Drapeau des États-Unis | 01.07.1991      | Drapeau du Japon | Drapeau des États-Unis |                | 17.03.1995     | Drapeau du Japon | Drapeau des États-Unis |
| 109 | Sengoku 2                                               | SNK                    | SNK          | 040     | Beat them all               | 18.02.1993      | Drapeau du Japon | Drapeau des États-Unis | 09.04.1993      | Drapeau du Japon | Drapeau des États-Unis |                | 17.03.1995     | Drapeau du Japon | Drapeau des États-Unis |
| 110 | Sengoku 3                                               | Noise Factory          | SNK          | 261     | Beat them all               | 18.07.2003      | Drapeau du Japon | Drapeau des États-Unis | 25.10.2001      | Drapeau du Japon | Drapeau des États-Unis |                | -              | -                | -                      |
| 111 | Shock Troopers - ⌦                                      | Saurus                 | SNK          | 238     | Run and gun                 | 11.11.1997      | Drapeau du Japon | Drapeau des États-Unis | -               | -                | -                      |                | -              | -                | -                      |
| 112 | Shock Troopers: 2nd Squad - ⌦                           | Saurus                 | SNK          | 246     | Run and gun                 | 06.11.1998      | Drapeau du Japon | Drapeau des États-Unis | 24.06.1999      | Drapeau du Japon | -                      |                | -              | -                | -                      |
| 113 | SNK vs. Capcom: SVC Chaos - ⌧                           | SNK Playmore           | SNK          | 269     | Combat                      | 24.07.2003      | Drapeau du Japon | Drapeau des États-Unis | 13.11.2003      | Drapeau du Japon | Drapeau des États-Unis |                | -              | -                | -                      |
| 114 | Soccer Brawl - ↂ                                        | SNK                    | SNK          | 031     | Sport : football            | 14.02.1991      | Drapeau du Japon | Drapeau des États-Unis | 13.03.1992      | Drapeau du Japon | Drapeau des États-Unis |                | 31.03.1995     | Drapeau du Japon | Drapeau des États-Unis |
| 115 | Spinmaster                                              | Data East              | SNK          | 062     | Beat them all               | 16.12.1993      | Drapeau du Japon | Drapeau des États-Unis | 18.02.1994      | Drapeau du Japon | Drapeau des États-Unis |                | -              | -                | -                      |
| 116 | Stakes Winner                                           | Saurus                 | SNK          | 088     | Sport : hippisme            | 27.09.1995      | Drapeau du Japon | Drapeau des États-Unis | 27.10.1995      | Drapeau du Japon | Drapeau des États-Unis |                | 22.03.1996     | Drapeau du Japon | Drapeau des États-Unis |
| 117 | Stakes Winner 2                                         | Saurus                 | SNK          | 227     | Sport : hippisme            | 24.09.1996      | Drapeau du Japon | Drapeau des États-Unis | 13.12.1996      | Drapeau du Japon | -                      |                | -              | -                | -                      |
| 118 | Street Hoop                                             | Data East              | SNK          | 079     | Sport : basket-ball         | 08.12.1994      | Drapeau du Japon | Drapeau des États-Unis | 09.12.1994      | Drapeau du Japon | Drapeau des États-Unis |                | 20.01.1995     | Drapeau du Japon | Drapeau des États-Unis |
| 119 | Strikers 1945 Plus                                      | Psikyo                 | SNK          | 254     | Shoot them up               | 24.12.1999      | Drapeau du Japon | Drapeau des États-Unis | -               | -                | -                      |                | -              | -                | -                      |
| 120 | Super Dodge Ball                                        | Technos Japan          | SNK          | 208     | Sport : dodgeball           | 1996            | -                | Drapeau des États-Unis | -               | -                | -                      |                | -              | -                | -                      |
| 121 | Super Sidekicks                                         | SNK                    | SNK          | 052     | Sport : football            | 14.12.1992      | Drapeau du Japon | Drapeau des États-Unis | 19.02.1993      | Drapeau du Japon | Drapeau des États-Unis |                | 31.03.1995     | Drapeau du Japon | Drapeau des États-Unis |
| 122 | Super Sidekicks 2: The World Championship               | SNK                    | SNK          | 061     | Sport : football            | 19.04.1994      | Drapeau du Japon | Drapeau des États-Unis | 27.05.1994      | Drapeau du Japon | Drapeau des États-Unis |                | 09.09.1994     | Drapeau du Japon | Drapeau des États-Unis |
| 123 | Super Sidekicks 3: The Next Glory                       | SNK                    | SNK          | 081     | Sport : football            | 07.03.1995      | Drapeau du Japon | Drapeau des États-Unis | 07.04.1995      | Drapeau du Japon | Drapeau des États-Unis |                | 23.06.1995     | Drapeau du Japon | Drapeau des États-Unis |
| 124 | Shōgi no Tatsujin : Master of Syougi                    | ADK                    | SNK          | 203     | Réflexion                   | 28.09.1995      | Drapeau du Japon | -                      | 13.10.1995      | Drapeau du Japon | -                      |                | 20.10.1995     | Drapeau du Japon | -                      |
| 125 | Tecmo World Soccer '96                                  | Tecmo                  | SNK          | 086     | Sport : football            | 1996            | -                | Drapeau des États-Unis | -               | -                | -                      |                | -              | -                | -                      |
| 126 | The Irritating Maze - ⌦                                 | Saurus                 | SNK          | 236     | Réflexion : Labyrinthe      | 25.08.1997      | Drapeau du Japon | Drapeau des États-Unis | -               | -                | -                      |                | -              | -                | -                      |
| 127 | The King of Fighters '94                                | SNK                    | SNK          | 055     | Combat                      | 25.08.1994      | Drapeau du Japon | Drapeau des États-Unis | 01.10.1994      | Drapeau du Japon | Drapeau des États-Unis |                | 02.11.1994     | Drapeau du Japon | Drapeau des États-Unis |
| 128 | The King of Fighters '95                                | SNK                    | SNK          | 084     | Combat                      | 25.07.1995      | Drapeau du Japon | Drapeau des États-Unis | 01.09.1995      | Drapeau du Japon | Drapeau des États-Unis |                | 29.09.1995     | Drapeau du Japon | Drapeau des États-Unis |
| 129 | The King of Fighters '96                                | SNK                    | SNK          | 214     | Combat                      | 30.07.1996      | Drapeau du Japon | Drapeau des États-Unis | 27.09.1996      | Drapeau du Japon | Drapeau des États-Unis |                | 25.10.1996     | Drapeau du Japon | Drapeau des États-Unis |
| 130 | The King of Fighters '96: Neo-Geo Collection            | SNK                    | SNK          | 229     | CD de démonstration         | -               | -                | -                      | -               | -                | -                      |                | 14.02.1997     | Drapeau du Japon | -                      |
| 131 | The King of Fighters '97                                | SNK                    | SNK          | 232     | Combat                      | 28.07.1997      | Drapeau du Japon | Drapeau des États-Unis | 25.09.1997      | Drapeau du Japon | Drapeau des États-Unis |                | 30.10.1997     | Drapeau du Japon | Drapeau des États-Unis |
| 132 | The King of Fighters '98: The Slugfest                  | SNK                    | SNK          | 242     | Combat                      | 23.07.1998      | Drapeau du Japon | Drapeau des États-Unis | 23.09.1998      | Drapeau du Japon | Drapeau des États-Unis |                | 23.12.1998     | Drapeau du Japon | Drapeau des États-Unis |
| 133 | The King of Fighters '99: Millennium Battle             | SNK                    | SNK          | 251     | Combat                      | 22.07.1999      | Drapeau du Japon | Drapeau des États-Unis | 23.09.1999      | Drapeau du Japon | Drapeau des États-Unis |                | 02.12.1999     | Drapeau du Japon | Drapeau des États-Unis |
| 134 | The King of Fighters 2000                               | SNK                    | SNK          | 257     | Combat                      | 26.07.2000      | Drapeau du Japon | Drapeau des États-Unis | 21.12.2000      | Drapeau du Japon | -                      |                | -              | -                | -                      |
| 135 | The King of Fighters 2001                               | Eolith / Brezzasoft    | SNK          | 262     | Combat                      | 15.11.2001      | Drapeau du Japon | Drapeau des États-Unis | 14.03.2002      | Drapeau du Japon | Drapeau des États-Unis |                | -              | -                | -                      |
| 136 | The King of Fighters 2002: Challenge to Ultimate Battle | Eolith                 | Playmore     | 265     | Combat                      | 10.10.2002      | Drapeau du Japon | Drapeau des États-Unis | 19.12.2002      | Drapeau du Japon | Drapeau des États-Unis |                | -              | -                | -                      |
| 137 | The King of Fighters 2003 - ⌧                           | SNK Playmore           | SNK Playmore | 271     | Combat                      | 12.12.2003      | Drapeau du Japon | Drapeau des États-Unis | 18.03.2004      | Drapeau du Japon | Drapeau des États-Unis |                | -              | -                | -                      |
| 138 | The Last Blade                                          | SNK                    | SNK          | 234     | Combat                      | 05.12.1997      | Drapeau du Japon | Drapeau des États-Unis | 29.01.1998      | Drapeau du Japon | Drapeau des États-Unis |                | 26.03.1998     | Drapeau du Japon | Drapeau des États-Unis |
| 139 | The Last Blade 2                                        | SNK                    | SNK          | 243     | Combat                      | 25.11.1998      | Drapeau du Japon | Drapeau des États-Unis | 28.01.1999      | Drapeau du Japon | Drapeau des États-Unis |                | 27.02.1999     | Drapeau du Japon | Drapeau des États-Unis |
| 140 | The Super Spy - ↂ                                       | SNK                    | SNK          | 011     | FPS-beat them all           | 08.10.1990      | Drapeau du Japon | Drapeau des États-Unis | 01.07.1991      | Drapeau du Japon | Drapeau des États-Unis |                | 09.09.1994     | Drapeau du Japon | Drapeau des États-Unis |
| 141 | The Ultimate 11: SNK Football Championship              | SNK                    | SNK          | 215     | Sport : football            | 16.10.1996      | Drapeau du Japon | Drapeau des États-Unis | 20.12.1996      | Drapeau du Japon | Drapeau des États-Unis |                | -              | -                | -                      |
| 142 | Thrash Rally - ⌫ - ↂ                                    | ADK                    | SNK          | 038     | Course                      | 08.11.1991      | Drapeau du Japon | Drapeau des États-Unis | 20.12.1991      | Drapeau du Japon | Drapeau des États-Unis |                | 31.10.1994     | Drapeau du Japon | Drapeau des États-Unis |
| 143 | Top Hunter: Roddy and Cathy                             | SNK                    | SNK          | 046     | Beat them all               | 18.05.1994      | Drapeau du Japon | Drapeau des États-Unis | 24.06.1994      | Drapeau du Japon | Drapeau des États-Unis |                | 29.09.1994     | Drapeau du Japon | Drapeau des États-Unis |
| 144 | Top Player's Golf                                       | SNK                    | SNK          | 003     | Sport : golf                | 23.05.1990      | Drapeau du Japon | Drapeau des États-Unis | 01.07.1991      | Drapeau du Japon | Drapeau des États-Unis |                | 09.09.1994     | Drapeau du Japon | Drapeau des États-Unis |
| 145 | Twinkle Star Sprites                                    | ADK                    | SNK          | 224     | Réflexion : puzzle          | 25.11.1996      | Drapeau du Japon | Drapeau des États-Unis | 31.01.1997      | Drapeau du Japon | -                      |                | 21.02.1997     | Drapeau du Japon | -                      |
| 146 | Viewpoint                                               | Sammy                  | SNK          | 051     | Shoot them up               | 20.11.1992      | Drapeau du Japon | Drapeau des États-Unis | 11.12.1992      | Drapeau du Japon | Drapeau des États-Unis |                | 25.02.1995     | Drapeau du Japon | Drapeau des États-Unis |
| 147 | Voltage Fighter: Gowcaizer                              | Technos Japan          | SNK          | 094     | Combat                      | 18.09.1995      | Drapeau du Japon | Drapeau des États-Unis | 20.10.1995      | Drapeau du Japon | Drapeau des États-Unis |                | 24.11.1995     | Drapeau du Japon | Drapeau des États-Unis |
| 148 | Waku Waku 7                                             | Sunsoft                | SNK          | 225     | Combat                      | 21.11.1996      | Drapeau du Japon | Drapeau des États-Unis | 27.12.1996      | Drapeau du Japon | -                      |                | -              | -                | -                      |
| 149 | Windjammers                                             | Data East              | SNK          | 065     | Sport : frisbee             | 17.02.1994      | Drapeau du Japon | Drapeau des États-Unis | 08.04.1994      | Drapeau du Japon | Drapeau des États-Unis |                | 20.01.1995     | Drapeau du Japon | Drapeau des États-Unis |
| 150 | World Heroes                                            | ADK                    | SNK          | 053     | Combat                      | 28.07.1992      | Drapeau du Japon | Drapeau des États-Unis | 11.09.1992      | Drapeau du Japon | Drapeau des États-Unis |                | 17.03.1995     | Drapeau du Japon | Drapeau des États-Unis |
| 151 | World Heroes 2                                          | ADK                    | SNK          | 057     | Combat                      | 26.04.1993      | Drapeau du Japon | Drapeau des États-Unis | 04.06.1993      | Drapeau du Japon | Drapeau des États-Unis |                | 14.04.1995     | Drapeau du Japon | Drapeau des États-Unis |
| 152 | World Heroes 2 Jet                                      | ADK                    | SNK          | 064     | Combat                      | 26.04.1994      | Drapeau du Japon | Drapeau des États-Unis | 10.06.1994      | Drapeau du Japon | Drapeau des États-Unis |                | 11.11.1994     | Drapeau du Japon | Drapeau des États-Unis |
| 153 | World Heroes Perfect                                    | ADK                    | SNK          | 090     | Combat                      | 25.05.1995      | Drapeau du Japon | Drapeau des États-Unis | 30.06.1995      | Drapeau du Japon | Drapeau des États-Unis |                | 21.07.1995     | Drapeau du Japon | Drapeau des États-Unis |
| 154 | Zed Blade                                               | NMK                    | SNK          | 076     | Shoot them up               | 13.09.1994      | Drapeau du Japon | Drapeau des États-Unis | -               | -                | -                      |                | -              | -                | -                      |
| 155 | ZinTrick                                                | ADK                    | SNK          | 211     | Réflexion : puzzle          | -               | -                | -                      | -               | -                | -                      |                | 22.03.1996     | Drapeau du Japon | -                      |
| 156 | ZuPaPa!                                                 | SNK                    | SNK          | 070     | Plates-formes               | 09.2001         | Drapeau du Japon | Drapeau des États-Unis | -               | -                | -                      |                | -              | -                | -                      |

| ⌧ ➝ Jeu sorti en PCB Au Japon ⌦ ➝ Jeu ne supportant pas le système de sauvegarde ⌫ ➝ Jeu permettant l'option Link-Up Feature ↂ ➝ Jeu SNKG |

## Liste des jeux hors-série, publiés sans licence
| Titre                        | Développeur       | Éditeur         | NGM  | Genre                   | MVS        | AES        | CD         |
| ---------------------------- | ----------------- | --------------- | ---- | ----------------------- | ---------- | ---------- | ---------- |
| Andro Dunos                  | Visco             | N.C.I           | 049  | Shoot them up           | -          | -          | 29.10.2013 |
| Bang² Busters                | Visco             | N.C.I           | 071  | Plates-formes           | 15.12.2011 | 12.2010    | 06.2012    |
| Crouching Pony Hidden Dragon | Le Cortex         | Le Cortex       | -    | Beat them all           | Annulé     | Annulé     | -          |
| Fast Striker                 | NG:Dev.Team       | NG:Dev.Team     | -    | Shoot them up           | 06.2010    | -          | -          |
| Frog Feast                   | RasterSoft        | RasterSoft      | -    | Action                  | 2005       | -          | 20.08.2005 |
| GunLord                      | NG:Dev.Team       | NG:Dev.Team     | -    | Plates-formes           | 12.2011    | 2012       | -          |
| Jockey Grand Prix            | Sun Amusement     | SNK             | 008  | Sport : hippisme        | 2001       | -          | -          |
| Knight’s Chance              | NeoBitz           | NeoBitz         | -    | Jeu de hasard           | 2013       | -          | -          |
| Kraut Buster                 | NG:Dev.Team       | NG:Dev.Team     | -    | Run and Gun             | 02.2019    | 06.2020    |            |
| Last Hope                    | NG:Dev.Team       | NG:Dev.Team     | -    | Shoot them up           | -          | 2006       | 2007       |
| Last Hope: Pink Bullets      | NG:Dev.Team       | NG:Dev.Team     | -    | Shoot them up           | 2011       | -          | -          |
| Neo Pang                     | CeL               | NGF Dev. Inc    |      | Action-réflexion        | 07.2010    | 07.2010    | 07.2010    |
| Neo Thunder                  | Sebastian Mihai   | Sebastian Mihai | -    | Shoot 'em up            | 2011       | -          | 2011       |
| NEO XYX                      | NG Dev.Team       | NG Dev.Team     | -    | Shoot 'em up            | 28.10.2013 | -          | -          |
| Razion                       | NG Dev.Team       | NG Dev.Team     | -    | Shoot 'em up            | 01.12.2013 | 07.2015    |            |
| Super Bubble Pop             | Vektorlogic       | Vektorlogic     | -    | Réflexion : puzzle      | 2004       | -          | -          |
| Time's UP!                   | CeL               | NGF Dev. Inc    | -    | Shoot 'em up            | 11.2012    | -          | 11.2012    |
| Treasure of the Caribbean    | Face              | N.C.I           | 072  | Réflexion : puzzle      | 17.02.2012 | 21.01.2012 | 21.01.2012 |
| Xeno Crisis                  | Bitmap Bureau     | Bitmap Bureau   | -    | Arena Shooter           | 2021       | 2021       | 2021       |
| V-Liner                      | Dyna / BrezzaSoft | SNK             | 03E7 | Casino : machine à sous | 2001       | -          | -          |

## Liste deHacknotoires
| Titre                                      | Développeur            | Éditeur | NGM | Genre              | MVS  | AES  | CD |
| ------------------------------------------ | ---------------------- | ------- | --- | ------------------ | ---- | ---- | -- |
| Crouching Tiger Hidden Dragon 2003         | Phenixsoft             | -       | -   | Combat             | 2003 | -    | -  |
| Digger Man                                 | Kyle Hodgetts          | -       | -   | Action-labyrinthe  | 2000 | -    | -  |
| Ironclad                                   | Saurus                 | -       | 120 | Shoot them up      | 2009 | -    | -  |
| King of Gladiator                          | Bootleg                | -       | -   | Combat             | 2003 | -    | -  |
| Lansquenet                                 | Bootleg                | -       | -   | Combat             | 2004 | -    | -  |
| Metal Slug 6                               | Bootleg                | -       | -   | Run and gun        | 2005 | -    | -  |
| Samurai Shodown V Perfect                  | Bootleg par Atomic/NCI | -       | 273 | Combat             | 2020 | 2020 | -  |
| The King of Fighters: 10th Anniversary     | Bootleg                | -       | -   | Combat             | 2004 | -    | -  |
| The King of Fighters: Special Edition 2004 | Dragon                 | -       | -   | Combat             | 2004 | -    | -  |
| ZinTrick                                   | ADK                    | -       | 111 | Réflexion : puzzle | 1996 | -    | -  |

## Liste dehomebrewnotoires
Il existe un très grand nombre de homebrew, notamment de jeux de combat mais qui sont de simples évolutions d'un jeu existant, les homebrew créé de toutes pièces sont plus rares.
| Titre                                   | Développeur  | NGM | Genre                | Année |
| --------------------------------------- | ------------ | --- | -------------------- | ----- |
| Blut Engel                              | Blastar      | -   | Shoot them up        | 2006  |
| Columns                                 | Neobitz      | -   | Réflexion : puzzle   | 2002  |
| Flight of the Dragon                    | Neobitz      | -   | Action               | 2016  |
| Gods                                    | Blastar      | -   | Aventure-action      | 2012  |
| Jonas Indiana and the Lost Temple of RA | Blastar      | -   | Aventure-action      | 2005  |
| NGEM2K                                  | Blastar      | -   | Mini-jeu : Réflexion | 2002  |
| Neo-Pac                                 | Neobitz      | -   | Poker                | 2004  |
| Neo no Panepon                          | -            | -   | Action-réflexion     | 2002  |
| Neo Pong                                | NGF Dev. Inc | -   | Action - sport       | 2002  |
| Neo Puzzle League                       | Blastar      | -   | Réflexion : puzzle   | 2005  |
| Poker Night                             | Neobitz      | -   | Labyrinthe           | 2004  |

## Liste de prototypes ou de jeux non-publiés
| Titre                                                         | Développeur                               | NGM | Genre                   | Année |
| ------------------------------------------------------------- | ----------------------------------------- | --- | ----------------------- | ----- |
| Crossed Swords II (MVS)                                       | ADK                                       | 054 |                         | 1995  |
| Dance RhythMIX                                                | ADK                                       | 258 | Rythme-danse            | 2002  |
| Data East's Ghostlop                                          | Data East                                 | 228 | Réflexion : puzzle      | 1996  |
| Dragon’s Heaven                                               | FACE Développé par l'ancien staff Technos | 094 | Jeu vidéo de combat     | 1997  |
| Dunk Star                                                     | Sammy                                     | 028 | Sport : basket-ball     | 1991  |
| Final Romance 2 - ⌦ (MVS)                                     | Video System                              | 098 | Mahjong                 | 1995  |
| Fun Fun Bros.                                                 | ADK                                       | 026 | Réflexion : puzzle      | 1991  |
| Ironclad (MVS)                                                | Saurus                                    | 120 | Shoot them up           | 1996  |
| Mark of the Wolves: Special                                   | SNK                                       | 158 | Jeu vidéo de combat     | 2000  |
| Hebereke's Pair Pair Wars                                     | Sunsoft                                   | 226 | Réflexion : puzzle      | 1996  |
| Karate Ninja Show                                             | Yumekobo                                  | 072 | Combat                  | 1995  |
| Kizuna Encounter: Super Tag Battle - 4 Way Battle Version - ⌫ | SNK                                       | -   | Combat                  | 1996  |
| Last Odyssey: Pinball Fantasia                                | Monolith                                  | 210 | Flipper                 | 1995  |
| Mahou Juku: Magic Master                                      | -                                         | -   | Réflexion : puzzle      | -     |
| Mystic Wand                                                   | ADK                                       | 035 | Plates-formes-réflexion | 1991  |
| Poker Kingdom / Bingo Island                                  | Sun Amusement                             | -   | Casino : Poker          | 2002  |
| QP                                                            | Success                                   | 204 | Mini-jeux               | 2012  |
| Samurai Shodown V Final Edition                               | Yuki Enterprise                           | 273 | Combat                  | 2004  |
| Sun Shine                                                     | ADK                                       |     | Réflexion : puzzle      | 1990  |
| The Eye of Typhoon                                            | Viccom                                    | -   | Combat                  | 1996  |
| The Warlocks of the Fates                                     | Astec21                                   | 077 | Combat                  | 1995  |

## Liste des jeux annoncés, annulés ou en rumeurs de développement
| Titre                       | Développeur   | Année |
| --------------------------- | ------------- | ----- |
| Baseball Stars 3            | SNK           | 1995  |
| Crystal Legacy              | Visco         | 1995  |
| Crystalis 2                 | SNK           | 1994  |
| Death Match                 | Technos Japan | 1994  |
| Dreamover                   | SNK           | 1991  |
| Droppers                    | ADK           | 1996  |
| Gaia Crusaders              | Noise Factory | 1999  |
| Garou: Mark of the Wolves 2 | SNK           | 2001  |
| Gemfire                     | -             | 1991  |
| Ghost Pilots 2              | SNK           | 1995  |
| Heavy Glove Boxing          | SNK           | 1995  |
| High Voltage 12+1           | Technos Japan | 1994  |
| King of Athletes            | SNK           | 1995  |
| Last Blade 3                | SNK           | 2001  |
| Magician Lord 2             | ADK           | 1995  |
| Manic Panic                 | Vektorlogic   | 2004  |
| Neo Pool Master             | Nazca         | 1998  |
| Neo Sparks                  | Vektorlogic   | 2002  |
| Reaction                    | SNK           | 1995  |
| Super Volley '94            | Taito         | 1994  |
| The Irritating Maze Returns | Saurus        | 1999  |
| The Last Soldier            | SNK           | 1998  |
| Tommy K                     | Vektorlogic   | 2004  |

## Liste des jeux téléchargeables et émulés sur console de jeu vidéo
| Titre                                      | Console virtuelle | Console virtuelle | Console virtuelle | Xbox Live Arcade | PlayStation Network |
| Titre                                      | Amérique du Nord  | Japon             | Europe            | Xbox Live Arcade | PlayStation Network |
| ------------------------------------------ | ----------------- | ----------------- | ----------------- | ---------------- | ------------------- |
| 2020 Super Baseball                        | -                 | ✔️                | -                 | -                | -                   |
| 3 Count Bout                               | -                 | ✔️                | -                 | -                | -                   |
| Aggressors of Dark Kombat                  | -                 | ✔️                | -                 | -                | -                   |
| Alpha Mission II                           | -                 | -                 | -                 | ✔️               | ✔️                  |
| Art of Fighting                            | ✔️                | ✔️                | ✔️                | ✔️               | ✔️                  |
| Art of Fighting 2                          | ✔️                | ✔️                | ✔️                | -                | -                   |
| Art of Fighting 3: The Path of the Warrior | -                 | ✔️                | -                 | -                | -                   |
| Baseball Stars 2                           | ✔️                | ✔️                | ✔️                | ✔️               | ✔️                  |
| Baseball Stars Professional                | -                 | -                 | -                 | ✔️               | ✔️                  |
| Blue's Journey                             | ✔️                | ✔️                | ✔️                | -                | -                   |
| Burning Fight                              | ✔️                | ✔️                | ✔️                | -                | -                   |
| Crossed Swords                             | -                 | ✔️                | -                 | -                | -                   |
| Fatal Fury 2                               | ✔️                | ✔️                | ✔️                | -                | -                   |
| Fatal Fury 3: Road to the Final Victory    | ✔️                | ✔️                | ✔️                | -                | -                   |
| Fatal Fury Special                         | ✔️                | ✔️                | ✔️                | -                | ✔️                  |
| Fatal Fury: King of Fighters               | ✔️                | ✔️                | ✔️                | ✔️               | -                   |
| Galaxy Fight: Universal Warriors           | -                 | ✔️                | -                 | -                | -                   |
| Ironclad                                   | ✔️                | ✔️                | ✔️                | -                | -                   |
| Karnov's Revenge                           | ✔️                | ✔️                | ✔️                | -                | -                   |
| King of the Monsters                       | ✔️                | ✔️                | ✔️                | -                | -                   |
| King of the Monsters 2: The Next Thing     | -                 | ✔️                | -                 | -                | -                   |
| Kizuna Encounter: Super Tag Battle         | -                 | ✔️                | -                 | -                | -                   |
| Last Resort                                | -                 | ✔️                | -                 | -                | -                   |
| League Bowling                             | -                 | ✔️                | -                 | ✔️               | ✔️                  |
| Magical Drop II                            | ✔️                | ✔️                | ✔️                | -                | -                   |
| Magical Drop III                           | ✔️                | ✔️                | ✔️                | -                | -                   |
| Magician Lord                              | ✔️                | ✔️                | ✔️                | ✔️               | ✔️                  |
| Metal Slug                                 | ✔️                | ✔️                | ✔️                | ✔️               | ✔️                  |
| Metal Slug 2                               | ✔️                | ✔️                | ✔️                | ✔️               | ✔️                  |
| Neo Turf Masters                           | ✔️                | ✔️                | ✔️                | -                | -                   |
| Ninja Combat                               | ✔️                | ✔️                | ✔️                | -                | -                   |
| Ninja Commando                             | ✔️                | ✔️                | ✔️                | -                | -                   |
| Ninja Master's: Haō Ninpō Chō              | -                 | ✔️                | -                 | -                | -                   |
| Puzzled                                    | -                 | ✔️                | -                 | -                | -                   |
| Ragnagard                                  | -                 | ✔️                | -                 | -                | -                   |
| Samurai Shodown                            | ✔️                | ✔️                | ✔️                | ✔️               | ✔️                  |
| Samurai Shodown II                         | ✔️                | ✔️                | ✔️                | -                | -                   |
| Samurai Shodown III: Blades of Blood       | ✔️                | ✔️                | ✔️                | -                | -                   |
| Savage Reign                               | -                 | ✔️                | -                 | -                | -                   |
| Sengoku                                    | -                 | ✔️                | -                 | -                | -                   |
| Shock Troopers                             | -                 | -                 | -                 | ✔️               | ✔️                  |
| Spinmaster                                 | ✔️                | ✔️                | ✔️                | -                | -                   |
| Street Hoop                                | ✔️                | ✔️                | ✔️                | -                | -                   |
| Super Sidekicks                            | -                 | -                 | -                 | ✔️               | ✔️                  |
| The King of Fighters '94                   | ✔️                | ✔️                | ✔️                | ✔️               | ✔️                  |
| The King of Fighters '95                   | ✔️                | ✔️                | ✔️                | ✔️               | ✔️                  |
| The King of Fighters '96                   | -                 | ✔️                | -                 | ✔️               | ✔️                  |
| The King of Fighters '97                   | -                 | ✔️                | -                 | ✔️               | -                   |
| Top Hunter: Roddy and Cathy                | ✔️                | ✔️                | ✔️                | -                | -                   |
| Twinkle Star Sprites                       | -                 | ✔️                | -                 | -                | -                   |
| Waku Waku 7                                | -                 | ✔️                | -                 | -                | -                   |
| Windjammers                                | -                 | ✔️                | -                 | -                | -                   |
| World Heroes                               | ✔️                | ✔️                | ✔️                | ✔️               | ✔️                  |
| World Heroes Perfect                       | -                 | ✔️                | -                 | -                | -                   |

## Liste de jeux disponibles sur le NESiCAxLive et jouables sur Taito Type X
| Titre                                                     | Développeur  | Éditeur | Système      | Genre       |
| --------------------------------------------------------- | ------------ | ------- | ------------ | ----------- |
| Art of Fighting for NESiCAxLive                           | SNK Playmore | Taito   | Taito Type X | Combat      |
| Fatal Fury for NESiCAxLive                                | SNK          | Taito   | Taito Type X | Combat      |
| Metal Slug X for NESiCAxLive                              | SNK          | Taito   | Taito Type X | Run and gun |
| Samurai Shodown for NESiCAxLive                           | SNK          | Taito   | Taito Type X | Combat      |
| The King of Fighters '94 for NESiCAxLive                  | SNK Playmore | Taito   | Taito Type X | Combat      |
| The King of Fighters '98 Final Edition for NESiCAxLive    | SNK Playmore | Taito   | Taito Type X | Combat      |
| The King of Fighters 2002 Unlimited Match for NESiCAxLive | SNK Playmore | Taito   | Taito Type X | Combat      |
| Puzzle Bobble for NESiCAxLive                             | Taito        | Taito   | Taito Type X | Puzzle      |
| World Heroes for NESiCAxLive                              | ADK          | Taito   | Taito Type X | Combat      |

## Liste de jeux adaptés sur téléphone mobile
| Titre                    | Android | iOS |
| ------------------------ | ------- | --- |
| Metal Slug 2             | ✔️      | ✔️  |
| Metal Slug X             | ✔️      | ✔️  |
| Samurai Shodown II       | ✔️      | ✔️  |
| The King of Fighters '97 | ✔️      | ✔️  |

## Liste de jeux disponibles sur GOG.com
Ces jeux Neo-Geo MVS sont disponibles à partir de fin mai 2017 sur le site GOG.com.
- Baseball Stars 2
- Blazing Star
- Fatal Fury Special
- King of the Monsters
- Metal Slug 1
- Metal Slug 2
- Metal Slug 3
- Metal Slug X
- Samurai Shodown V
- The King of Fighters 2000
- The King of Fighters 2002
- The Last Blade
- Twinkle Star Sprites
- Shock Troopers